# Чорна (Котельницький район)
Чо́рна (рос. Чёрная) — селище у складі Котельницького району Кіровської області, Росія. Входить до складу Покровського сільського поселення.
Населення становить 63 особи (2010, 142 у 2002).
Національний склад станом на 2002 рік — росіяни 96 %.